# Sympetalae

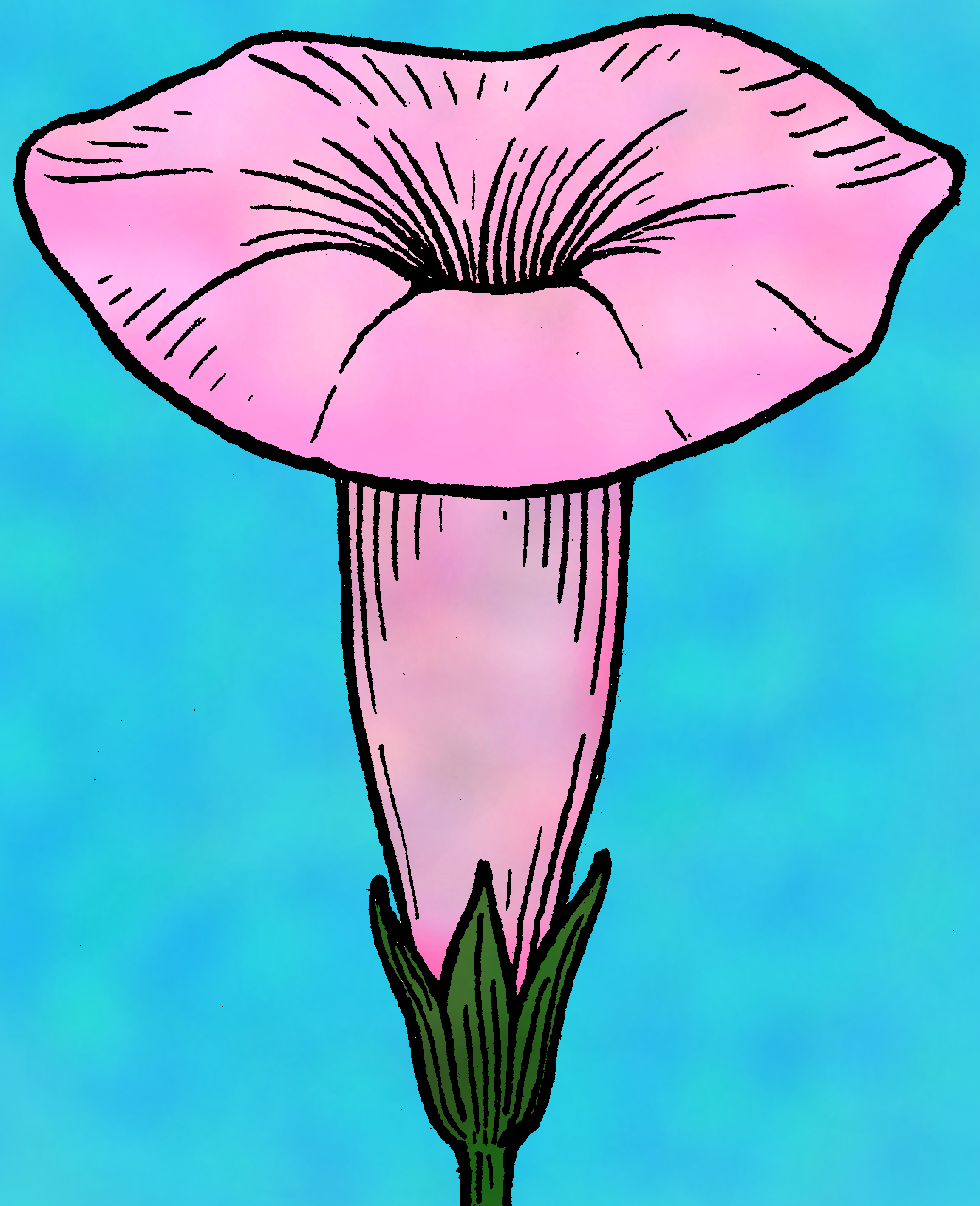
Flor simpétala (pétalos fusionados).

Sympetalae, significa “con los pétalos fusionados”, es un nombre botánico descriptivo, usado en el sistema Eichler (y en sistemas derivados como el sistema Engler y el sistema Wettstein), para un grupo en las plantas con flores. En este grupo las flores tienen un cáliz separado y corola con sus pétalos fusionados, al menos en la base de la corola.
En su circunscripción, pero no en su taxonomía interna, este grupo se corresponde estrechamente con las Asteridae en el sistema Cronquist y con las asterids en el sistema APG II.